# Evan Mecham
Evan Mecham (Duchesne, 12 de maio de 1924 – Phoenix, 21 de fevereiro de 2008) foi um político norte-americano que foi governador do estado norte-americano do Arizona, no período de 1987 a 1988, pelo Partido Republicano.